# Amauris ochleides
Amauris ochleides är en fjärilsart som beskrevs av Otto Staudinger 1896. Amauris ochleides ingår i släktet Amauris och familjen praktfjärilar. Inga underarter finns listade i Catalogue of Life.